# Eriphyla argentina

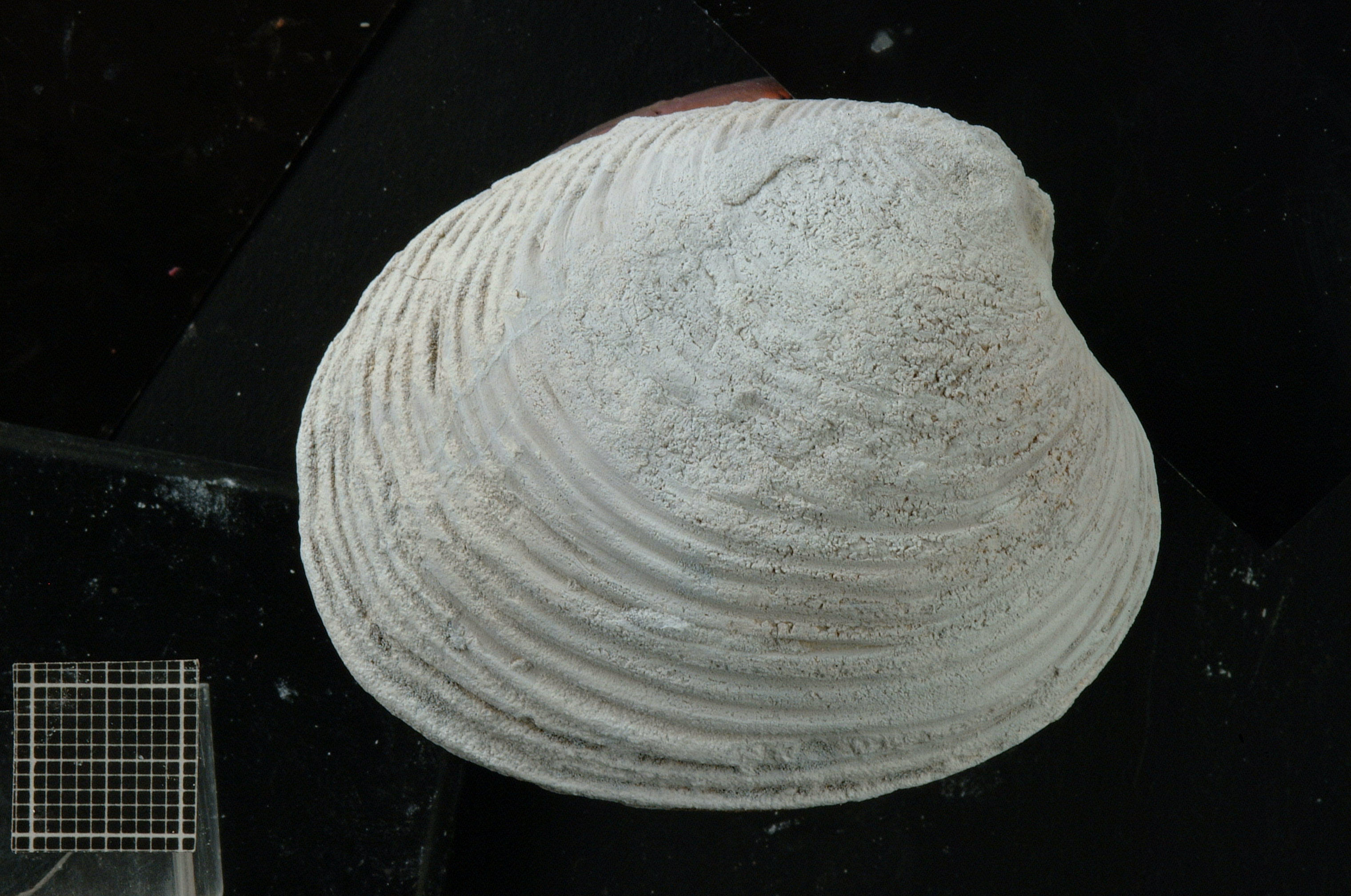
Ejemplar de la especie de molusco bivalvo Eriphyla argentina Burckhardt, 1903 visto del lado derecho. Miembro Agua de la Mula de la Formación Agrio, Cuenca Neuquina. Provincia del Neuquén, Argentina.

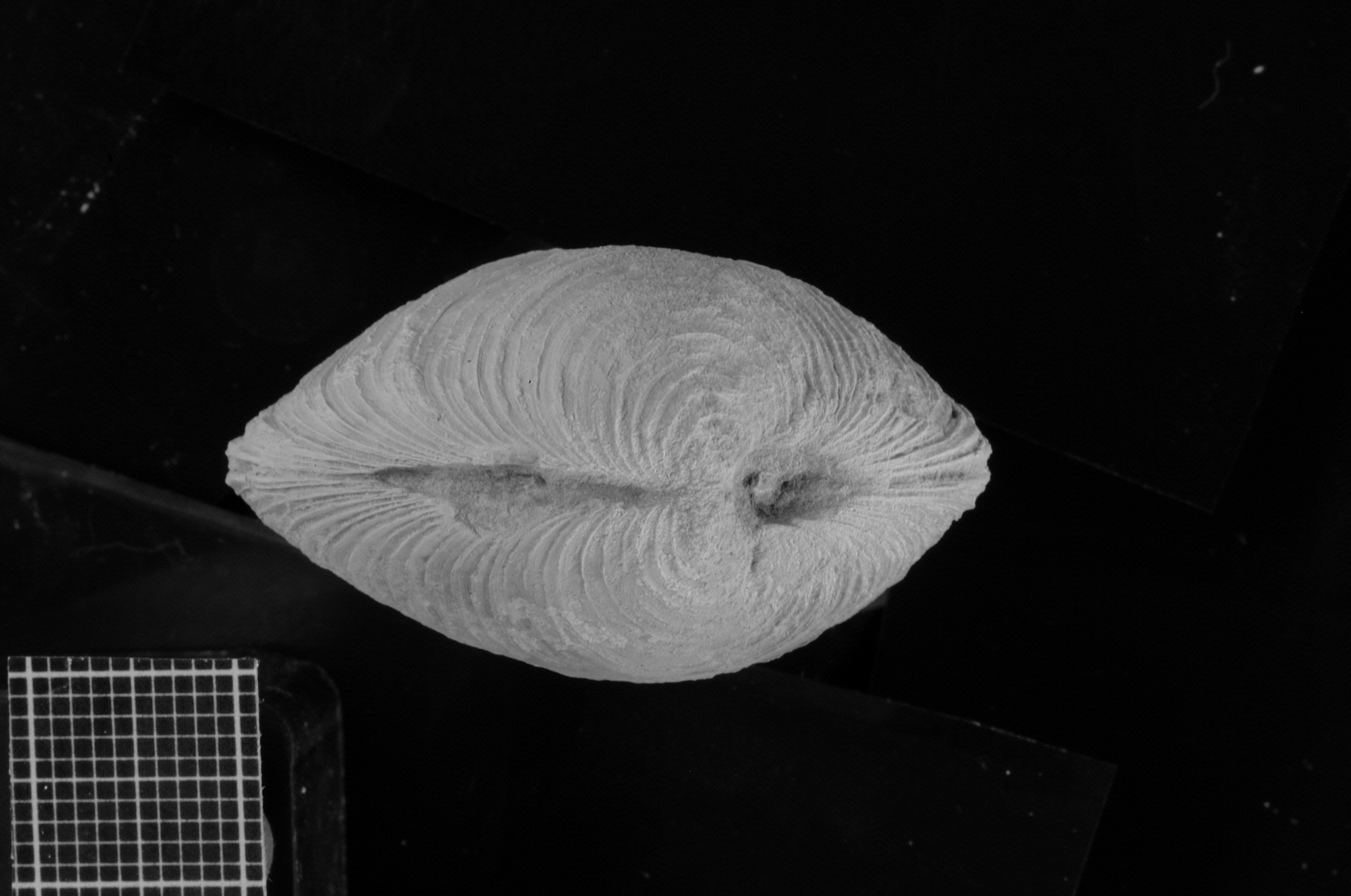
Ejemplar de la especie de molusco bivalvo Eriphyla argentina Burckhardt, 1903 visto dorsalmente. Miembro Agua de la Mula de la Formación Agrio, Cuenca Neuquina. Provincia del Neuquén, Argentina.

Eriphyla argentina es una especie de molusco bivalvo extinto de la familia Astartidae, cuyos fósiles son muy abundantes en sedimentos del Cretácico de la Cuenca Neuquina. Fue nombrada por el naturalista C. Burckhardt en 1903.

## Caractarísticas anatómicas y modo de vida
Se trata de una especie con conchilla ovalada equivalva, inequilateral, moderadamente inflada. Externamente se destaca la presencia de costulación comarginal gruesa y lúnula y escudetes bien marcados. Ocasionalmente se halla el ligamento mineralizado. Internamente se observa crenulación del margen y seno paleal.

## Antigüedad
E. argentina es una especie muy común en estratos valanginianos y hauterivianos de la Formación Agrio (Cuenca Neuquina), que aflora abundantemente en la provincia del Neuquén, Argentina.